# Maternale immuniteit
De maternale immuniteit is de bescherming door antistoffen dat een kind of jong dier gedurende enkele maanden geniet omdat het deze van de moeder heeft ontvangen. Zoogdieren kunnen deze vorm van passieve immuniteit verkrijgen via de biest, en soms via de placenta: Bij sommige diersoorten zoals het varken laat hun placentatietype immers geen antistoffen door. vogels en andere eierleggende dieren verkrijgen de maternale immuniteit via de eidooier.
Deze bescherming tegen besmettelijke ziektes is van groot belang voor de neonatus waarvan het immuunsysteem nog volop in ontwikkeling is. Na enige tijd verdwijnen de antistoffen echter, en kunnen ziekteverwekkers doorbreken, waarna de actieve immuniteit het overneemt.
Omgekeerd kan maternale immuniteit effectief vaccineren bemoeilijken: de vaccincomponenten worden door de maternale immuniteit opgeruimd, maar het lichaam van de pasgeborene reageert er niet actief op, waardoor er geen blijvende immuniteit (onder de vorm van geheugencellen) ontstaat.